# Greci (Mehedinți)
Pour les articles homonymes, voir Greci.
Greci est une commune roumaine du județ de Mehedinți, dans la région historique de l'Olténie et dans la région de développement du Sud-Ouest.

## Géographie
La commune de Greci est située dans l'est du județ, dans une zone collinaire, à 12 km au sud-ouest de Strehaia et à 49 km à l'est de Drobeta Turnu-Severin, la préfecture du județ.
Elle est composée des villages suivants (population en 2002) :
- Bâltanele (455) ;
- Blidaru (60) ;
- Greci (717), siège de la municipalité ;
- Sălătruc (242) ;
- Valea Petrii (53) ;
- Vișina (19).

## Histoire
La commune a fait partie du royaume de Roumanie dès sa création en 1878.

## Religions
En 2002, 99,41 % de la population étaient de religion orthodoxe.

## Démographie
En 2002, les Roumains représentaientla totalité de la population. La commune comptait 770 ménages.
| 2002  | 2007  |
| ----- | ----- |
| 1 546 | 1 334 |

## Économie
L'économie de la commune est basée sur l'agriculture et l'élevage.

## Lieux et monuments
- Sălătruc, église de la Naissance de la Vierge (Nasterea Maicii Domnului) de 1864 classée monument historique (fresques originales).
- Greci, église St Nicolas (Sf. Nicolae) de 1889.